# Иванаев, Андрей Сергеевич
Андрей Сергеевич Иванаев (род. 19 января 1972, Уральск, Казахская ССР, СССР) — российский военачальник. Командующий 20-й гвардейской общевойсковой армией Западного военного округа (апрель 2018 — декабрь 2022), командующий войсками Восточного военного округа (с ноября 2024). Гвардии генерал-полковник (2025).
Из-за участия во вторжении РФ на территорию Украины и подрыва территориальной целостности, суверенитета и независимости Украины находится под персональными международными санкциями всех стран Евросоюза, Великобритании, Канады, Швейцарии, Австралии, Украины, Новой Зеландии.

## Биография

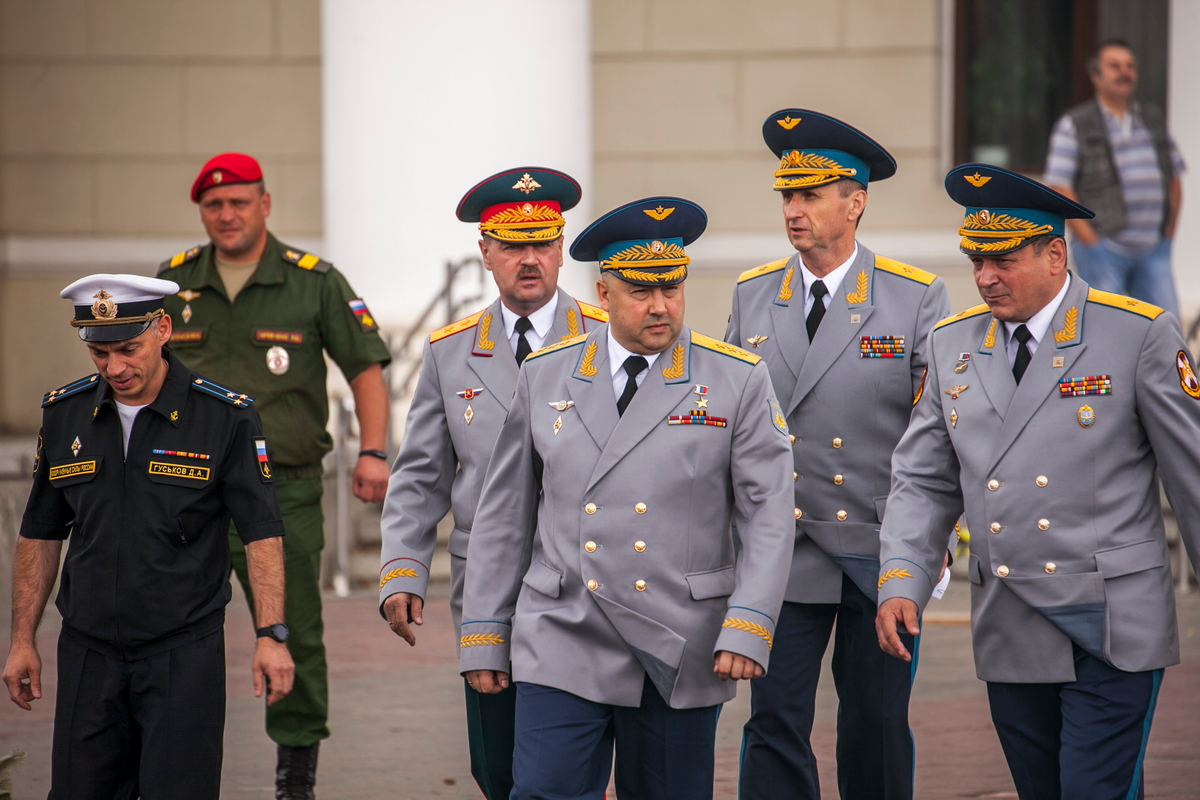
Генерал-лейтенант Андрей Иванаев
с главнокомандующим ВКС РФ
генерал-полковником Сергеем Суровикиным.
Воронеж, 29 июня 2019 года

Родился 19 января 1972 года в Уральске Казахской ССР. На воинской службе с 1988 года, поступил в Ульяновское гвардейское высшее танковое командное училище имени В.И. Ленина,. В связи с расформированием училища в 1991 году, продолжил обучение в 9 роте Челябинского высшего танкового командного училища имени 50-летия Великого Октября, которое успешно окончил в 1992 году.
Окончил Общевойсковую академию (2001) и Военную академию Генерального штаба Вооружённых сил Российской Федерации (2013).
Проходил службу от командира танкового взвода танкового батальона 409-го мотострелкового полка 147-й мотострелковой дивизии (Ахалкалаки) Группы российских войск в Закавказье (ГРВЗ) (бывший Закавказский военный округ) до командира танкового батальона 27-й отдельной гвардейской мотострелковой Севастопольской бригады имени 60-летия СССР Западного военного округа.
После окончания Общевойсковой академии назначен на должность заместителя командира 1-го гвардейского мотострелкового полка 2-й гвардейской мотострелковой дивизии.
С 2006 по 2008 год — командир 1-го гвардейского мотострелкового полка.
2008—2009 годы — заместитель командира 2-й гвардейской мотострелковой дивизии..
С 2009 года — командир 5-й отдельной гвардейской мотострелковой бригады. Указом Президента Российской Федерации от 23.02.2011 N 217 присвоено воинские звание «генерал-майор».
С 2011 по 2012 год — командир 205-й отдельной мотострелковой казачьей бригады.
В 2013 году с отличием окончил Военную академию Генерального штаба Вооружённых Сил Российской Федерации.
С 2013 по 2014 год — начальник 392-го окружного учебного Тихоокеанского центра Восточного военного округа.
С 2015 года — заместитель командующего, с 2017 года — начальник штаба — первый заместитель командующего 36-й общевойсковой армией Восточного военного округа. В 2017 году — командующий группировкой войск «Евфрат» в Сирии.
Указом Президента Российской Федерации в мае 2018 года назначен на должность командующего 20-й гвардейской общевойсковой армией. 15 мая 2018 года в Воронеже начальник штаба Западного военного округа генерал-лейтенант Виктор Астапов вручил генерал-майору Андрею Иванаеву личный штандарт и представил личному составу соединения.
Указом Президента Российской Федерации от 11.06.2019 N 258 присвоено воинские звание «генерал-лейтенант».
В ноябре 2024 года назначен командовать группировкой «Восток» на Украине.

## Международные санкции
Из-за нарушения территориальной целостности и независимости Украины во время российско-украинской войны находится под персональными международными санкциями разных стран. С 25 февраля 2022 года находится под санкциями Австралии. С 15 марта 2022 года находится под санкциями Великобритании. С 18 марта 2022 года находится под санкциями Новой Зеландии. С 6 мая 2022 года находится под санкциями Канады за «соучастие в выборе президента Путина вторгнуться в мирную и суверенную страну». Указом президента Украины Владимира Зеленского с 19 октября 2022 года находится под санкциями Украины.
23 июня 2023 года включён в санкционный список всех стран Евросоюза за развёртывание российских войск, которые участвуют «в агрессивной войне России против Украины».

## Семья
Женат, воспитывает сына и дочь.

## Награды
- Орден «За заслуги перед Отечеством» III степени с  мечами[источник не указан 959 дней]
- Орден «За заслуги перед Отечеством» IV степени с мечами[источник не указан 959 дней]
- Орден Александра Невского (Россия)[источник не указан 959 дней]
- Орден «За военные заслуги» ,[источник не указан 959 дней]
- Медаль «За отвагу»[источник не указан 959 дней]
- Медаль «Участнику военной операции в Сирии»,
- Медали РФ